# 매키노 해협

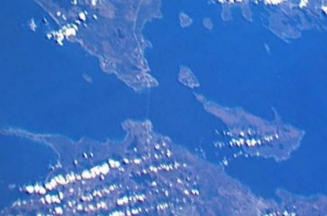

매키노 해협(Straits of Mackinac, /ˈmækənɔː/, 'c'는 묵음임.)은 오대호의 두 호수 미시간호와 휴런호를 잇는 해협이다. 미시간주는 이 해협을 경계로 어퍼반도와 로어반도로 나뉜다. 가장 좁은 곳의 폭은 8km로, 매키노 다리로 연결되어 있다.